# 1826
Het jaar 1826 is het 26e jaar in de 19e eeuw volgens de christelijke jaartelling.

## Gebeurtenissen
januari
- James Fenimore Cooper publiceert de historische roman The Last of the Mohicans (De laatste der Mohikanen)

februari
- 3 - Leonard Pierre Joseph du Bus de Gisignies, de nieuwe gouverneur-generaal van Nederlands-Indië, neemt zijn intrek op Buitenzorg.
- 9 - Joseph Nicephore Niépce maakt de eerste foto op een geasfalteerde plaat. Hij heeft hiervoor bij helder zonlicht een belichtingstijd van acht uur nodig.
- 24 - In het dorpje Yandabo wordt onder een boom aan de oever van de Irrawaddy een verdrag tussen het Britse leger en het Koninklijk Huis van Ava ondertekend. Dit verdrag betekent het einde van de eerste Brits-Birmese oorlog. Arakan en Assam worden onderdeel van Brits-Indië.

maart
- 18 - De Nederlandse regering besluit tot het graven van een kanaal door Voorne om de haven van Rotterdam beter bereikbaar te maken.

april
- 22 - De Griekse stad Mesolongi valt in handen van de Osmaanse Turken.

mei
- 25 - De republiek Cospaia, een eeuwenoud smokkelstaatje tussen de Pauselijke Staat en het groothertogdom Toscane, wordt opgedeeld tussen de twee landen.

juli
- 1 - De Directie van de Levantse handel en de Navigatie op de Middellandse Zee wordt opgeheven.

augustus
- 24 -  Op de verjaardag van de koning wordt de Zuid-Willemsvaart geopend, de vaarverbinding tussen Den Bosch en Maastricht. Later zal het kanaal worden doorgetrokken naar Luik.
- 24 - Onthulling van een gedenknaald voor Adolf van Nassau in Heiligerlee.

september
- 19 - In een van de bastions van de kazerne van Oostende ontploft het buskruitmagazijn; er zijn omstreeks 20 doden en 200 gewonden.

oktober
- 8 - De Slag van Navarino levert een nederlaag op voor de Turks-Egyptische vloot, en de geduchte batterijen van de vesting van Navarino  worden door de geallieerde vloten vernietigd. Dit is een keerpunt in de Griekse Onafhankelijkheidsoorlog.
- 26 - De Nederlandse regering vaardigt een koninklijk besluit uit tot de samenstelling van een expeditieleger voor het neerslaan van de opstand op Java.

november
- 4 - De Leeuw van Waterloo wordt ingehuldigd in de Nederlandse provincie Zuid-Brabant.
- 12 - Verdrag te Hildburghausen tussen de hertogen van Saksen-Coburg-Saalfeld, Saksen-Hildburghausen en Saksen-Meiningen, waarbij de gebieden na het uitsterven van de hertogen van Saksen-Gotha-Altenburg opnieuw verdeeld worden. De hertog van Saksen-Hildburghausen staat zijn gebied af aan de hertog van Saksen-Meiningen en krijgt daarvoor uit de erfenis van Saksen-Gotha het nieuwe hertogdom Saksen-Altenburg. De hertog van Saksen-Coburg-Saalfeld staat het vorstendom Saalfeld af aan Saksen-Meiningen en krijgt daarvoor uit de erfenis van Saksen-Gotha het gebied Gotha. Hierdoor ontstaat het hertogdom Saksen-Coburg en Gotha. Het aantal staten van de Duitse Bond is hierdoor verminderd tot 38.
- 13 -  de gemeentebesturen in Friesland worden ‘op last van de Koning' door de gouverneur aangeschreven, ‘om zoo spoedig immer mogelijk, plaatsen buiten de Kerken aan te wijzen, geschikt om de lijken ter aarde te bestellen, en om te zorgen, dat niet meer in de Kerken begraven worde'. De maatregel volgt op een uitbraak van cholera in de provincie.

zonder datum
- In Denekamp wordt de laatste inheemse bever gedood.
- In Nederland is de zomer van 1826 de op een na warmste sinds de metingen begonnen in 1706. De drie zomermaanden hebben een gemiddelde temperatuur van 18,7 graden. Tot de zomer van 2018 is deze zomer samen met die van 1947 (voor homogenisatie) de warmste sinds 1706.
- Ten gevolge van recente wateroverlast heerst in de noordelijke provincies de "Groninger ziekte", ofwel een grootschalige uitbraak van malaria.
- Georg Ohm toont aan dat de stroomsterkte in een draad recht evenredig is met de aangelegde spanning en omgekeerd evenredig met de weerstand van de draad. Dit beginsel zal later Wet van Ohm worden genoemd.

## Muziek
- Ludwig van Beethoven voltooit het 13e strijkkwartet met de Große Fuge. Vanwege de reacties maakt hij er evenwel een afzonderlijk concertstuk van.

## Beeldende kunst

The Cornfield (1826) John Constable, National Gallery

## Bouwkunst

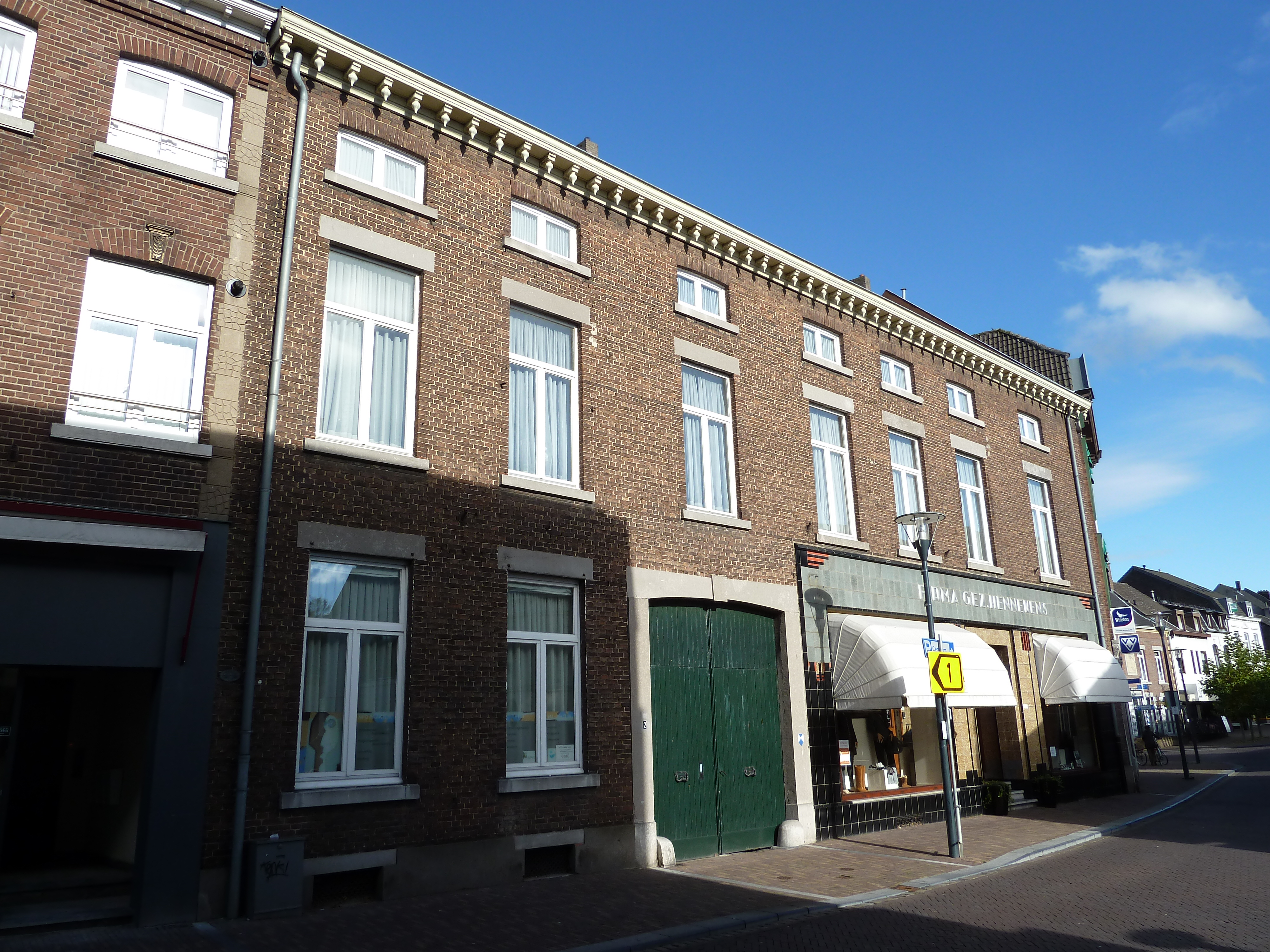
Woonhuis, Meerssen (1826)

## Geboren
januari
- 12 - Karel van der Heijden, Nederlands generaal (overleden 1900)
- 19 - Isidore Joseph Du Roussaux, bisschop van Doornik (overleden 1897)
- 19 - Robert Braithwaite Martineau, Engels kunstschilder (overleden 1869)
- 25 - Rembt van Boneval Faure, Nederlands rechtsgeleerde en politicus (overleden 1909)
- 26 - Louis Favre, Zwitsers ingenieur, projectleider bij de bouw van de Gotthardtunnel (overleden 1879)

februari
- 3 - Walter Bagehot, Brits zakenman, journalist en essayist (overleden 1877)
- 15 - Johnstone Stoney, Iers natuurkundige (overleden 1911)
- 24 - Zoé-Laure de Châtillon, Frans kunstenares (overleden 1908)
- 24 - Theo van Lynden van Sandenburg, Nederlands politicus (overleden 1885)

maart
- 20 - Carel Vosmaer, Nederlands schrijver, dichter en vertaler (overleden 1888)
- 23 - Léon Minkus, Tsjechisch-Oostenrijks componist en vioolvirtuoos (overleden 1917)

april
- 4 - Zénobe Gramme, Belgisch wetenschapper (overleden 1901)
- 6 - Gustave Moreau, Frans schilder (overleden 1898)

juni
- 23 - Louis Babel, Zwitsers zendeling, ontdekkingsreiziger en taalkundige (overleden 1912)

juli
- 23 - Pieter Caland, Nederlands civiel ingenieur (overleden 1902)

september
- 17 - Bernhard Riemann, Duits wiskundige (overleden 1866)
- 24 - George Price Boyce, Engels kunstschilder (overleden 1897)

oktober
- 12 - Francis Allan, Nederlands auteur (overleden 1908)
- 21 - Jan van Stolk, Nederlands politicus (overleden 1880)
- 31 - Abraham Jacobus Wendel, Nederlands lithograaf en tekenaar (overleden 1915)

november
- 16 - Josse Cooreman, Belgisch politicus (overleden 1902)
- 24 - Carlo Collodi, Italiaans schrijver (overleden 1890)

december
- 26 - Martinus Nijhoff, Nederlands uitgever (overleden 1894)
- 28 - Conrad Busken Huet, Nederlands schrijver en literatuurcriticus (overleden 1886)

## Overleden
januari
- 3 - Louis Gabriel Suchet (55), vanaf 1813 hertog van Albufera
- 17 - Juan Crisóstomo de Arriaga (19), Spaans (Baskisch) componist en violist

april
- 13 - Franz Danzi (61), Duits componist en dirigent

mei
- 10 - Pieter Hennequin (61), Nederlands officier der genie

juni
- 5 - Carl Maria von Weber (39), Duits componist

juli
- 4 - John Adams (90), tweede president van de Verenigde Staten, en Thomas Jefferson (83), derde president van de Verenigde Staten. In een bijzonder toeval overlijden allebei op de 50ste verjaardag van de aanname van de Amerikaanse Onafhankelijkheidsverklaring waarbij zij beiden een grote rol hebben gespeeld.

augustus
- 13 - René Laënnec (45), Frans arts